# Kalibum
Kalibum fou el setè rei de la primera dinastia de Kish, ca. 2900 aC, a Sumer segons esmenta la llista de reis sumeris.
Aquesta llista li assigna al seu regnat una durada mítica de 960 anys. El seu nom s'escriu Ga-lí-bu-um i normalitzat Kalibum, i es creu que deriva del nom acadi de gos.